# ماكس فريدريك ماير
ماكس فريدريك ماير (بالإنجليزية: Max Friedrich Meyer)‏ هو منظر موسيقى وعالم نفس أمريكي، ولد في 14 يونيو 1873 في غدانسك في بولندا، وتوفي في 14 مارس 1967 في الولايات المتحدة.